# Symmimetis merceri
Symmimetis merceri är en fjärilsart som beskrevs av Robinson 1975. Symmimetis merceri ingår i släktet Symmimetis och familjen mätare. Inga underarter finns listade i Catalogue of Life.